# خورشیدگرفتگی ۲۴ دسامبر ۱۹۲۷
خورشیدگرفتگی ۲۴ دسامبر ۱۹۲۷ (به انگلیسی: Solar eclipse of December 24, 1927) یک خورشیدگرفتگی از نوع خورشیدگرفتگی جزئی است. این خورشیدگرفتگی در تاریخ ۲۴ دسامبر ۱۹۲۷ میلادی (‎۲ دی ۱۳۰۶ خورشیدی) روی داد که زمان اوج آن، ساعت ۳:۵۹:۴۱ به‌وقت ساعت هماهنگ جهانی بوده‌است.